# Glenosmylus elegans
Glenosmylus elegans is een insect uit de familie watergaasvliegen (Osmylidae), die tot de orde netvleugeligen (Neuroptera) behoort. 
Glenosmylus elegans is voor het eerst wetenschappelijk beschreven door Krüger in 1913. De soort komt voor in Taiwan.